# Osobowość paranoiczna
Osobowość paranoiczna – zaburzenie osobowości, w którym występuje chłód emocjonalny, wycofywanie się z kontaktów z innymi, wrogość, nadmierna podejrzliwość, nadmierna wrażliwość na lekceważenie i krytykę, niezdolność do wybaczania urazy.

## Kryteria diagnostyczne (objawy)

### Kryteria diagnostyczneICD-10
- wrażliwość na niepowodzenia i odrzucenie
- tendencja do długotrwałego przeżywania przykrości
- podejrzliwość, postrzeganie obojętnych działań otoczenia jako wrogich lub pogardliwych
- sztywne poczucie własnych praw
- podejrzenia dotyczące wierności (partnerów i przyjaciół)
- przecenianie własnego znaczenia
- pochłonięcie wyjaśnieniami wydarzeń

### Kryteria diagnostyczneDSM-IV
- pozbawiona wystarczających podstaw podejrzliwość, że inni nas wykorzystują, krzywdzą lub oszukują
- zaabsorbowanie bezpodstawnymi wątpliwościami co do lojalności przyjaciół lub wspólników i co do tego, czy są oni godni zaufania
- niechęć do zwierzania się innym, spowodowana nieuzasadnionym lękiem, że informacje te zostaną użyte przeciw nam w złych intencjach
- odczytywanie ukrytych, poniżających lub groźnych znaczeń z niezłośliwych uwag lub zdarzeń
- ciągłe noszenie urazów, czyli niewybaczanie zniewag, krzywd lub afrontów
- dostrzeganie ataków na nasz charakter czy reputację, które zwykle nie są widoczne dla innych, oraz szybkie reagowanie na nie gniewem lub przechodzeniem do kontrataku
- powtarzające się nieusprawiedliwione podejrzenia dotyczące wierności współmałżonka lub partnera seksualnego

## Atrybuty osobowości paranoicznej
Atrybuty te charakteryzują funkcjonowanie osobowości paranoicznej:
- czynności ekspresyjne – obronna
- funkcjonowanie interpersonalne – prowokacyjna
- styl poznawczy – podejrzliwy
- obraz ja – nienaruszalne
- reprezentacje obiektów – niezmienne
- główny mechanizm obronny – projekcja
- organizacja morfologiczna – nieelastyczna
- nastrój/temperament – gniewny.

## Odmiany osobowości paranoicznej według DSM-IV
- fanatyczna (z cechami osobowości narcystycznej)
- zrzędliwa (z cechami osobowości negatywistycznej)
- wyizolowana (z cechami osobowości unikającej)
- zatwardziała (z cechami osobowości kompulsyjnej)
- złośliwa (z cechami osobowości sadystycznej).

## Cechy związane z osobowością paranoiczną według Blaney
- nieufność
- podejrzliwość
- czujność
- cynizm
- rywalizacyjność (porównywanie się z innymi)
- poczucie krzywdy
- zazdrość
- nadwrażliwość na krytykę
- przepełnienie złością
- mściwość
- ostrożność
- niezachwiane przekonania
- zazwyczaj brak poczucia humoru
- dychotomiczne myślenie
- samowystarczalność
- zadufanie
- przekonanie o własnej wyższości
- usprawiedliwienie samego siebie